# Noordoostpolder
Noordoostpolder (en neerlandés «Pólder Nororiental») es un pólder y un municipio de la provincia de Flevoland en los Países Bajos. Cuenta con una superficie de 595,43 km², de los que 135,12 km² corresponden a la superficie ocupada por el agua. El 1 de enero de 2014 el municipio tenía una población de 46.372 habitantes, con una densidad de 101 h/km². La población mayor es Emmeloord, donde se encuentra el ayuntamiento. Cuenta además con otros once núcleos de población. 
Los trabajos de creación del pólder se iniciaron en 1936 y oficialmente quedó seco en 1942, quedando comprendida en su interior la antigua isla de Schokland, declarada Patrimonio de la Humanidad por la Unesco.

## Galería de imágenes

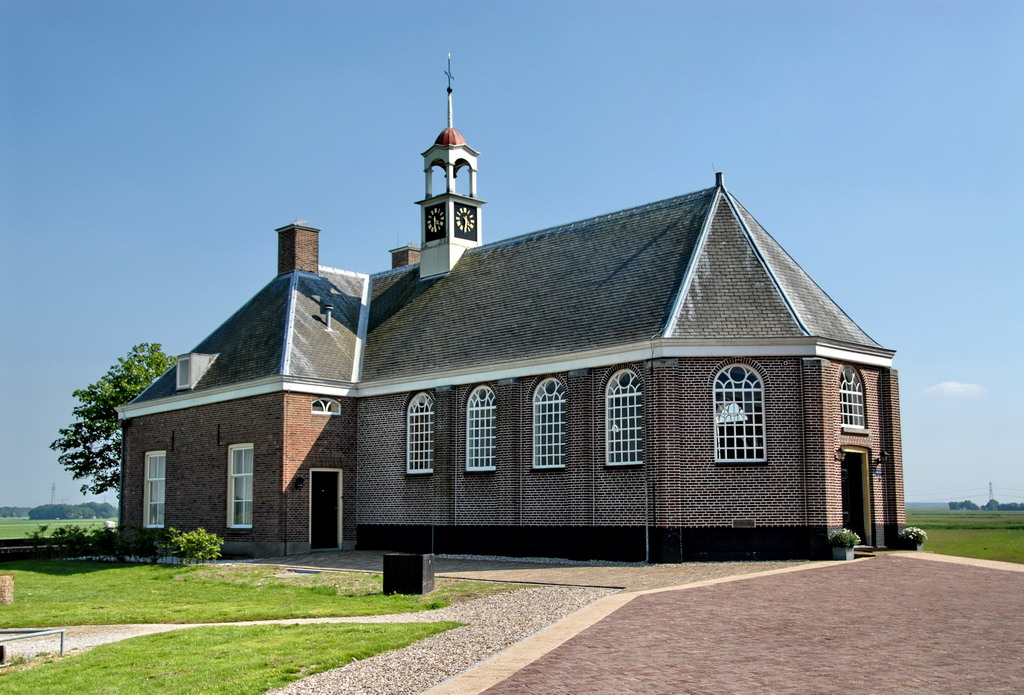
Iglesia de Middelbuurt, en la isla de Schokland
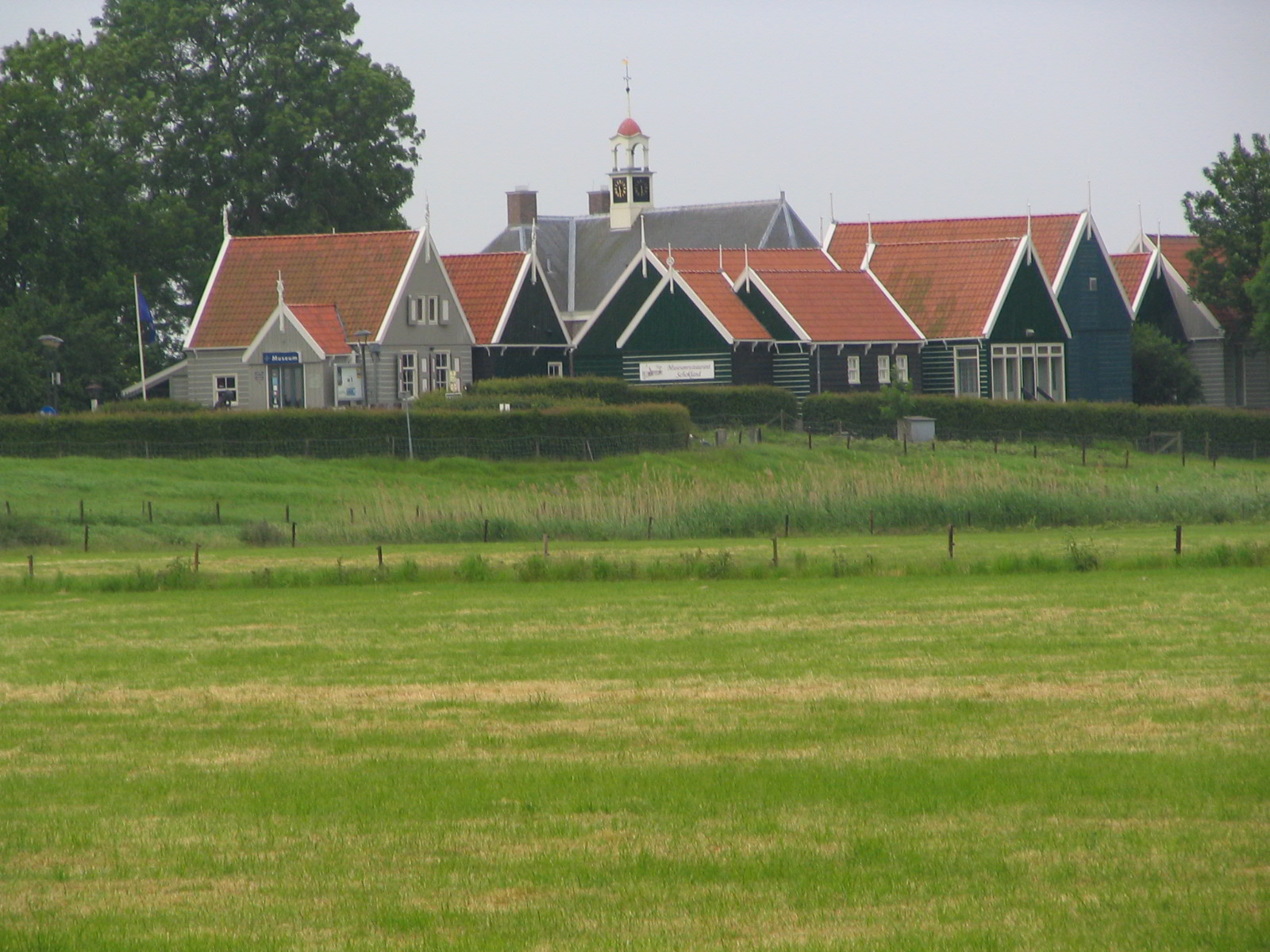
Middelbuurt desde el pólder
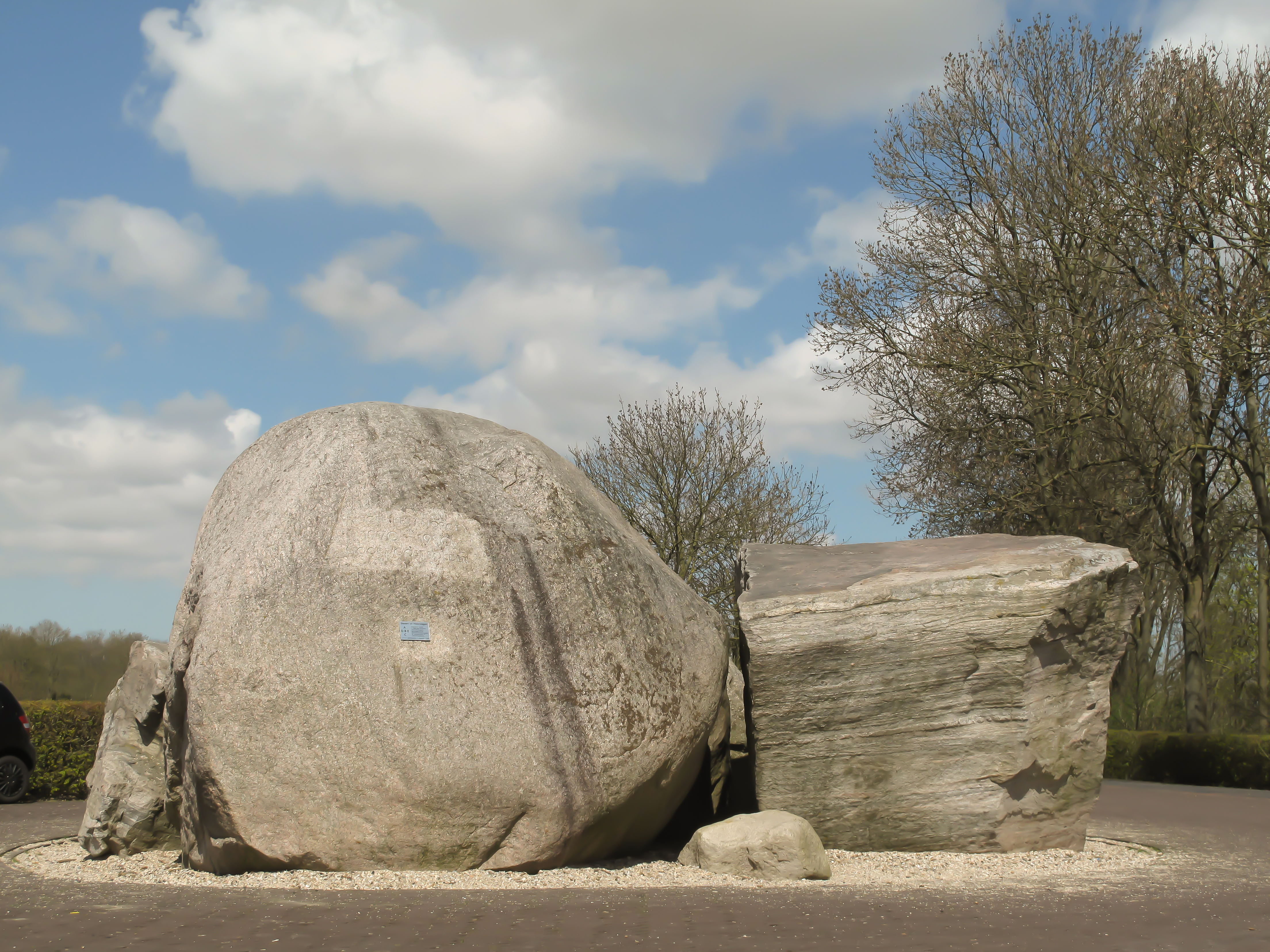
Bloque errático en Schokland
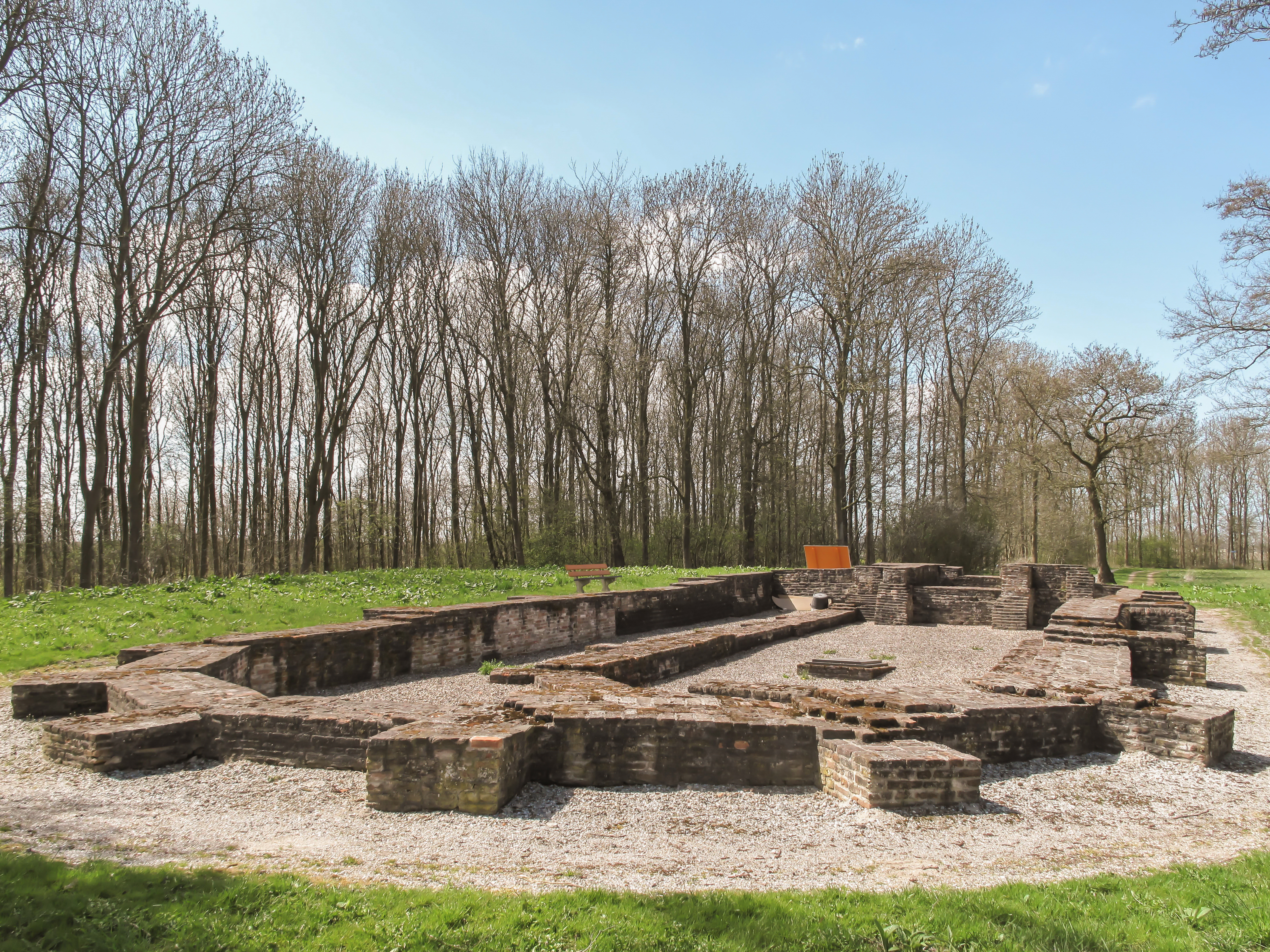
Ruinas de la iglesia de Ens
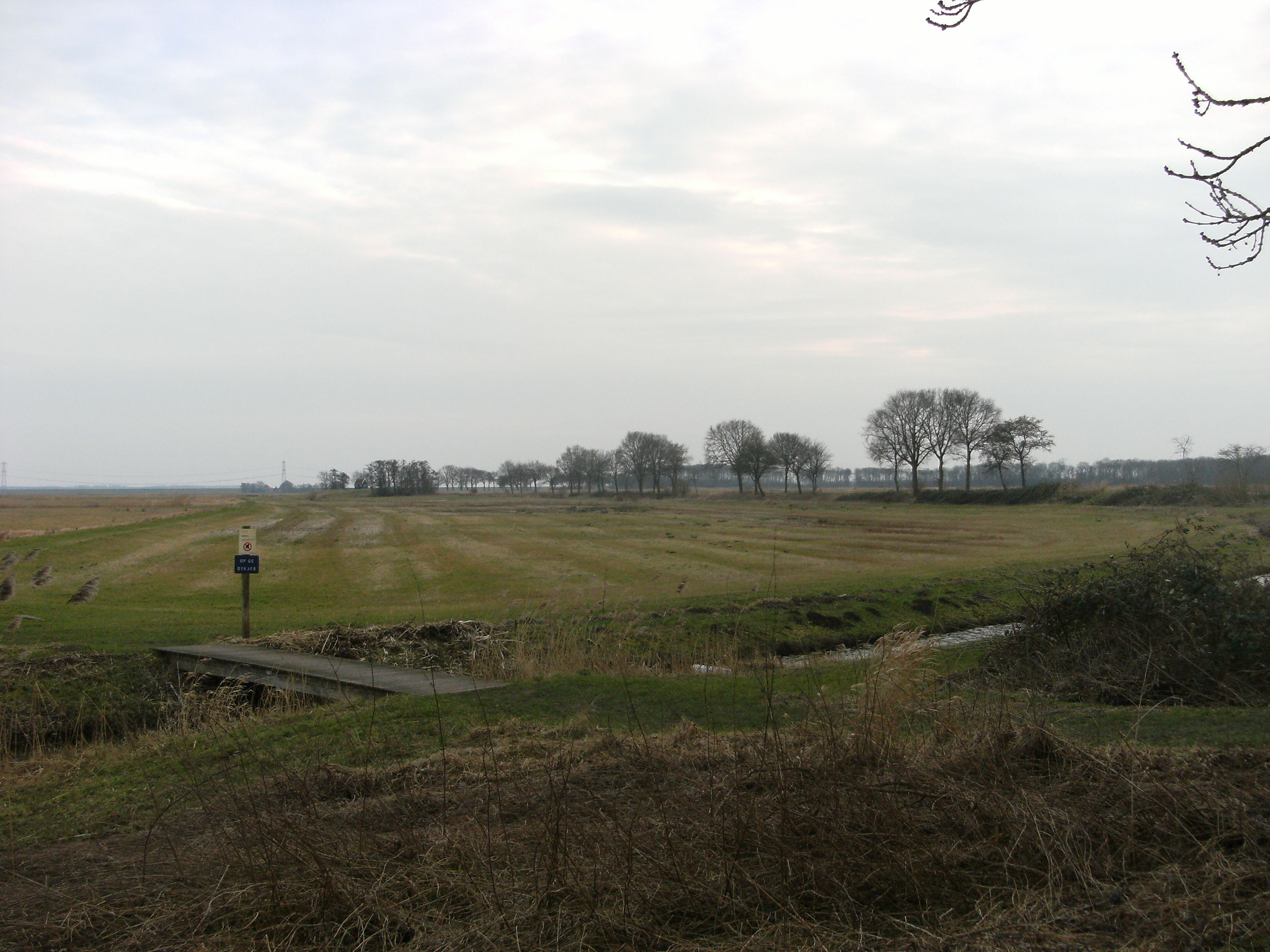
Vista desde Schokland
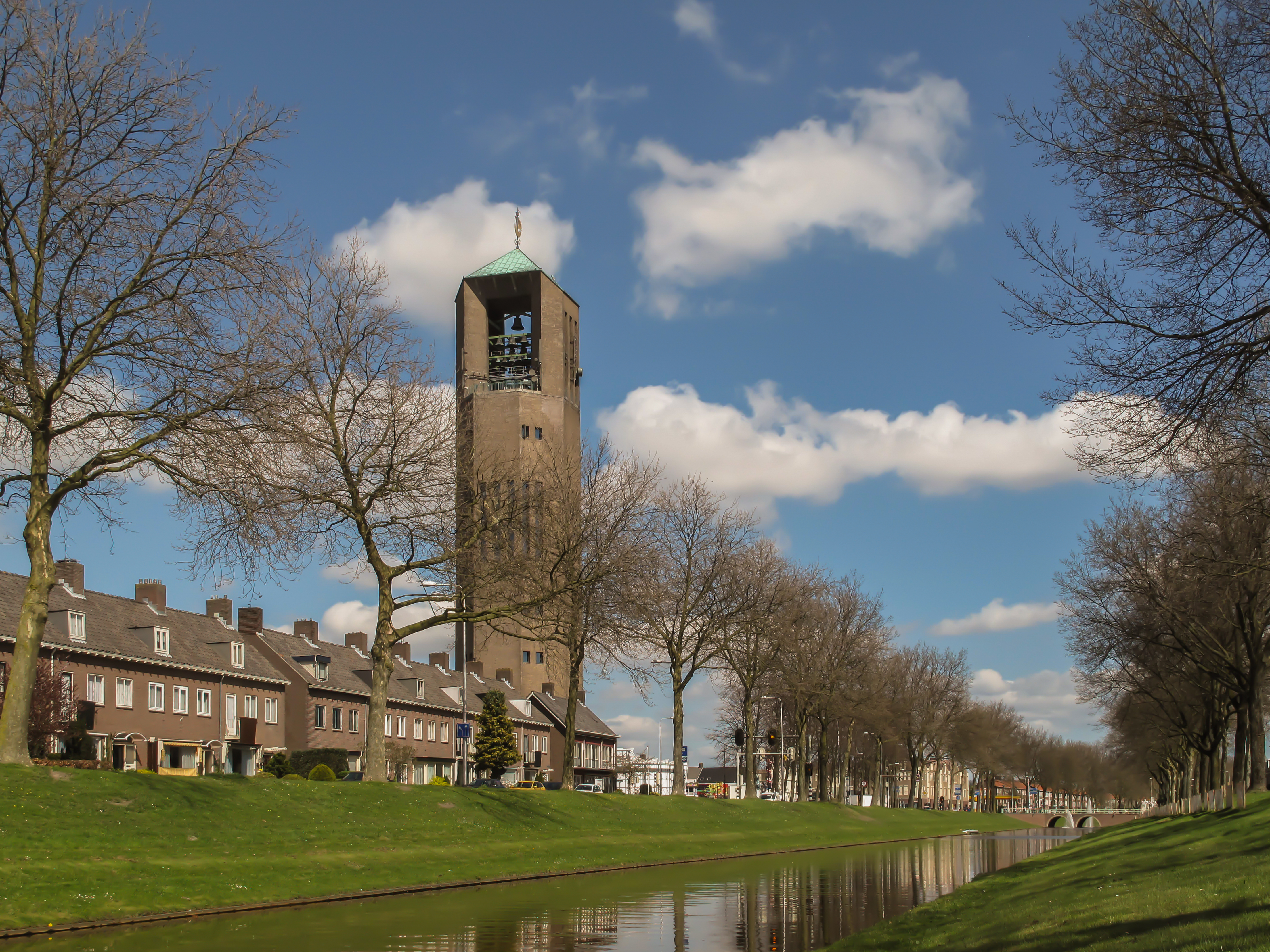
Torre (Poldertoren) en Emmeloord
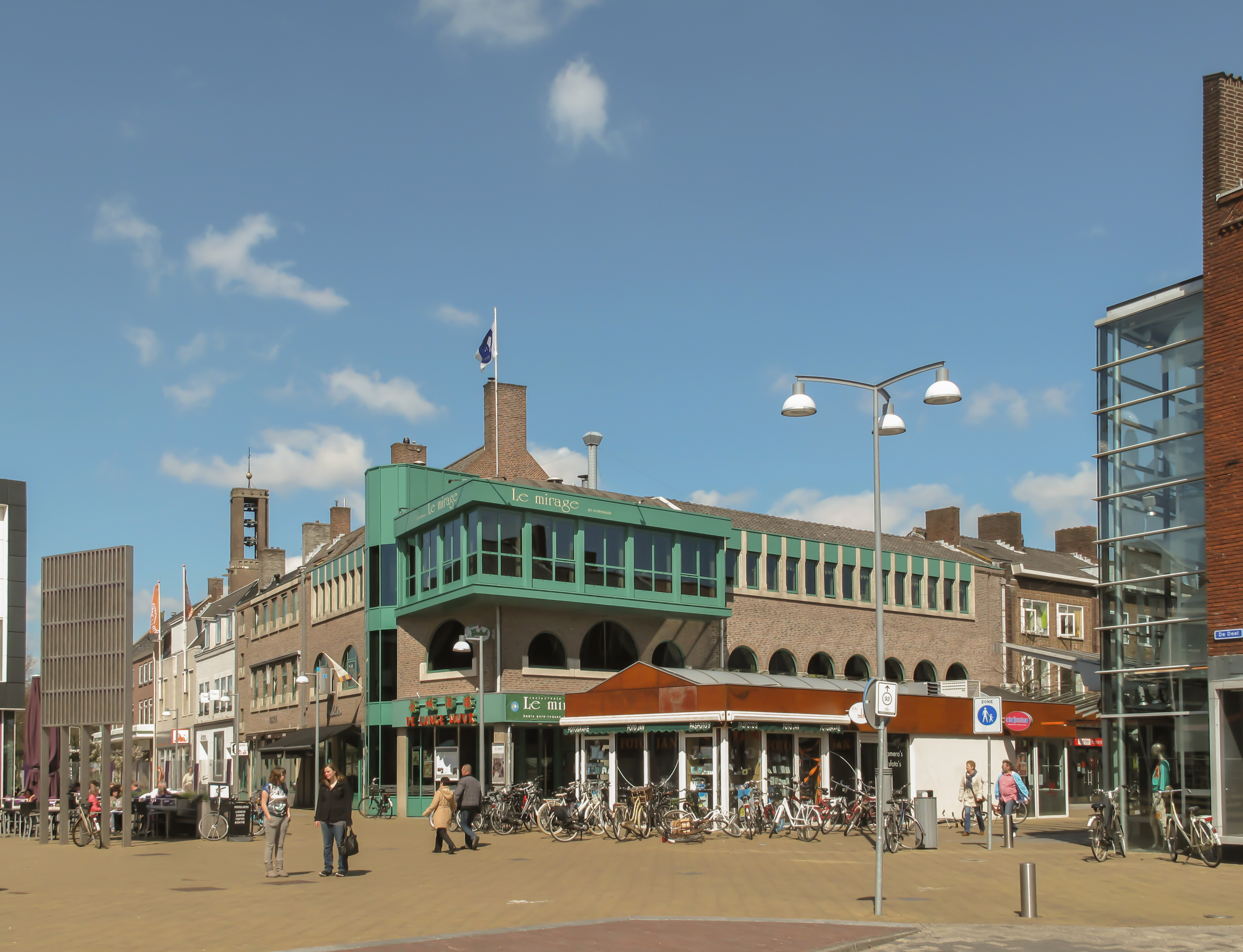
Vista de la calle en Emmeloord
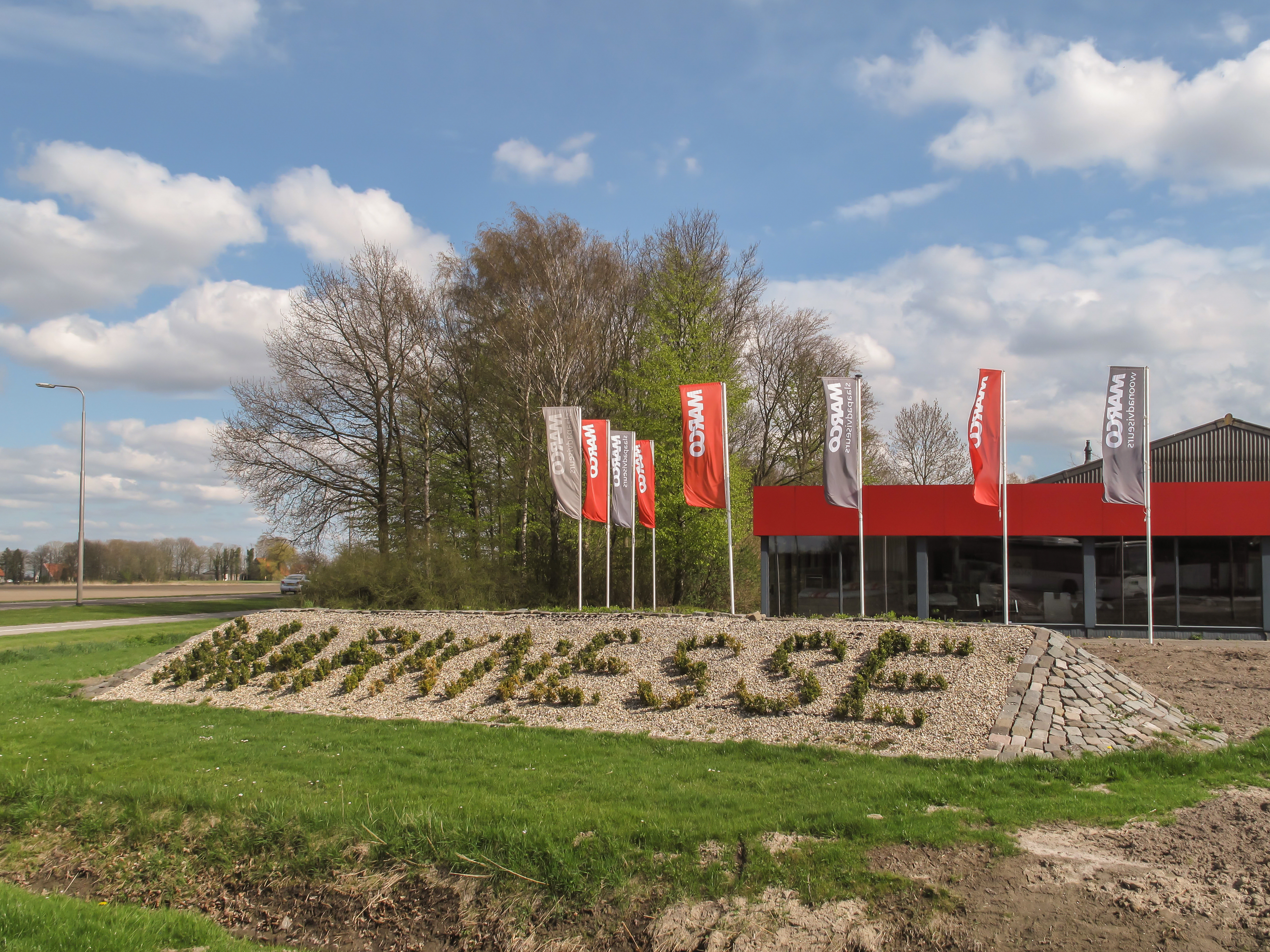
Marknesse en verde